# Metroidvania
Metroidvania is een subgenre van actie-avonturenspellen dat wordt gekenmerkt door een gelijksoortige omgeving waar verkenning van verbonden ruimtes in een grote spelwereld de grootste rol speelt. Het kofferwoord is afkomstig van de computerspelseries Metroid en Castlevania.

## Beschrijving
Het spelgenre ontstond in de jaren 80 van de twintigste eeuw. Spellen in het genre lenen elementen uit zowel de Metroid- als Castlevania-series en zijn meestal tweedimensionale platformspellen, maar kunnen ook driedimensionale gameplay bevatten. Vaak is er een grote non-lineaire spelwereld die met deuren of portalen onderling is verbonden en afzonderlijke ruimtes die de speler kan verkennen.
Gedurende het spelverloop krijgt de speler nieuwe vaardigheden en middelen om sterke vijanden te verslaan, of men moet voorwerpen of sleutels vinden om door te kunnen gaan. Het spelgenre staat bekend om het zogenaamde backtracking, dit is het terugkeren naar reeds bezochte locaties waar eerder ontoegankelijke schatkisten zijn gevonden. Doordat de speler nu sterker is geworden, hoger kan springen of nieuwe voorwerpen heeft gekregen, kunnen deze schatkisten worden geopend.
Het Metroidvania-genre richt zich vooral op het actiegenre. Ook gevechten tegen eindbazen is een typerend kenmerk voor spellen in het genre.
De spellen Super Metroid uit 1994 en Castlevania: Symphony of the Night uit 1997 worden beschouwd als duidelijke definities van het Metroidvania-genre.

## Bekende spellen
Een selectie van enkele bekende spellen in het genre.
- Metroid (1986)
- Castlevania II: Simon's Quest (1987)
- The Maze of Galious (1987)
- Zelda II: The Adventure of Link (1987)
- Wonder Boy in Monster World (1991)
- Cave Story (2005)
- Aquaria (2007)
- Shantae: Risky's Revenge (2010)
- UnEpic (2011)
- La-Mulana (2011)
- Dust: An Elysian Tail (2012)
- Axiom Verge (2016)
- Hollow Knight (2017)
- Momodora: Reverie Under the Moonlight (2017)
- Bloodstained: Ritual of the Night (2019)
- Ori and the Will of the Wisps (2020)
- Prince of Persia: The Lost Crown (2024)